# László Varga (Bischof)

Wappen von László Varga

László Varga (* 17. August 1956 in Tapolca, Ungarn) ist ein ungarischer Geistlicher und römisch-katholischer Bischof von Kaposvár.

## Leben
László Varga empfing am 17. April 1982 das Sakrament der Priesterweihe für das Bistum Veszprém.
Am 25. März 2017 ernannte ihn Papst Franziskus zum Bischof von Kaposvár. Der Erzbischof von Esztergom-Budapest, Péter Kardinal Erdő, spendete ihm am 13. Mai desselben Jahres die Bischofsweihe. Mitkonsekratoren waren der Apostolische Nuntius in Ungarn, Erzbischof Alberto Bottari de Castello, und sein Amtsvorgänger als Bischof von Kaposvár, Béla Balás.